# Santa Maria del Cogul
Santa Maria del Cogul és una obra del municipi del Cogul (Garrigues) protegida com a bé cultural d'interès local.

## Descripció
Es tracta d'una església de planta una mica irregular però que tendeix a la creu llatina, tot i que els braços estan poc marcats en planta. Es distribueix en tres naus, la central coberta amb volta de canó i d'aresta, les laterals. Els elements sustentats són grans pilastres amb capitells d'ordre compost. El transsepte compta amb un cimbori central i als extrems, absidioles poligonals. L'absis central és també poligonal, cobert amb volta de quart d'esfera.
Destaca també el cos superior als peus de l'església i a la zona de la dreta i el campanar, de base quadrada i octogonal al tram superior, acabat amb una cupuleta rematada per un punxó amb bola.
Pel que fa a la façana, té porta és d'estil barroc amb la imatge tutelar dins d'un nínxol, a sobre d'un frontó circular, flanquejat per dos de triangulars de reduïdes dimensions. El portal segueix la moda de l'època, molt arrelada a les Garrigues, de porta semicircular amb pilastres als costats que sostenen un entaulament amb un fris decorat i fornícula envoltada per una garlanda vegetal. Dalt de tot hi ha un petit rosetó els vidres del qual dibuixen una forma estelada.

## Història
El lloc fou repoblat per la casa dels Cervera. El 1385, Jaume Roger de Pallars es ven el Cogul a l'abat de Poblet.
En aquesta església s'hi venerava el Crist del Cogul des del segle xvi, destruït el 1936.